# Lucky Nguzana
Lucky Nguzana (* 14. April 1991 in Umgababa, heute Teil von eThekwini) ist ein südafrikanischer Fußballspieler.

## Karriere
Nguzana spielte in seiner südafrikanischen Heimat für die Vereine Mamelodi Sundowns, African Warriors FC, Golden Arrows, AmaZulu Durban und Platinum Stars.
In der Sommertransferperiode 2016 wurde er vom türkischen Erstligisten Ümraniyespor verpflichtet und setzte damit seine Karriere im Ausland fort. Im Januar 2017 verließ er diesen Verein wieder.